# 國立電影資料館
國立電影資料館（日语：／ Kokuritsu Eiga Ākaibu */?）是日本唯一的國立電影機構，由獨立行政法人國立美術館運營。國立電影資料館由京橋本館、相模原分館構成，是日本的第6個國立美術館，前身是東京國立近代美術館的電影中心。京橋本館設有兩個上映廳及展示室、圖書室。相模原分館則是電影膠片及電影相關資料的保存設施。

## 外部連結
- 官方网站
- 国立映画アーカイブ的X（前Twitter）
- 国立映画アーカイブ的Facebook專頁